# Francesco Cellavenia
Francesco Cellavenia, actif à partir de 1538 environ jusqu'en 1563 à Casale Monferrato, est un compositeur italien de la Renaissance.

## Biographie
On ne sait que peu de choses sur sa vie, et les quelques éléments supposés vérifiés sont remis en cause. Comme l'atteste éventuellement son nom, il est peut-être né à Cilavegna, ville à proximité de Pavie. Il a principalement fait carrière à Casale Monferrato, ville du nord-ouest de l'Italie. Il y a peut-être été maître de chapelle à la cathédrale, ou bien à l'église Santa Maria di Piazza.

## Œuvre
La cathédrale de Casale Monferrato conserve plusieurs manuscrits d'importance, contenant l'œuvre subsistante de Cellavenia.
Un des manuscrits, Casale Monferrat, Duomo, Archivio Capitolare, D (F), contient sept compositions de Cellavenia, parmi les soixante-six qu'il comprend, pour la plupart des motets. Parmi les autres compositeurs de ce recueil, on compte Jean Mouton, Jean Richafort, Jachet de Mantoue, Cristobal de Morales. Un autre manuscrit, I-CMac (N)(H), comprend quatre motets de Cellavenia. Ces deux recueils ont été copiés entre 1538 et 1545.
La musique de Cellavenia est un mélange entre musique italienne et école franco-flamande. La plupart de ses motets sont basés sur des œuvres préexistantes. Ses canti-firmi sont inspirés d'œuvres de compositeurs tels que Richafort et Andreas de Silva, et figurant dans les manuscrits où figurent ses compositions. Certains de ses autres motets sont basés sur des chants grégoriens.
Ses œuvres complètes sont éditées par David Crawford, au sein du volume 80 du Corpus mensurabilis musicae, publié en 1978.